# Alëchovščina
Alëchovščina (in lingua russa Алёховщина) è un villaggio dell'Oblast' di Leningrado, nella Russia europea settentrionale.
L'insediamento è inquadrata come selo, cioè un villaggio rurale, ed è bagnato dal fiume Ojat', affluente dello Svir'. Alëchovščina fu fondata nel 1956.